# 에스와티니 요리

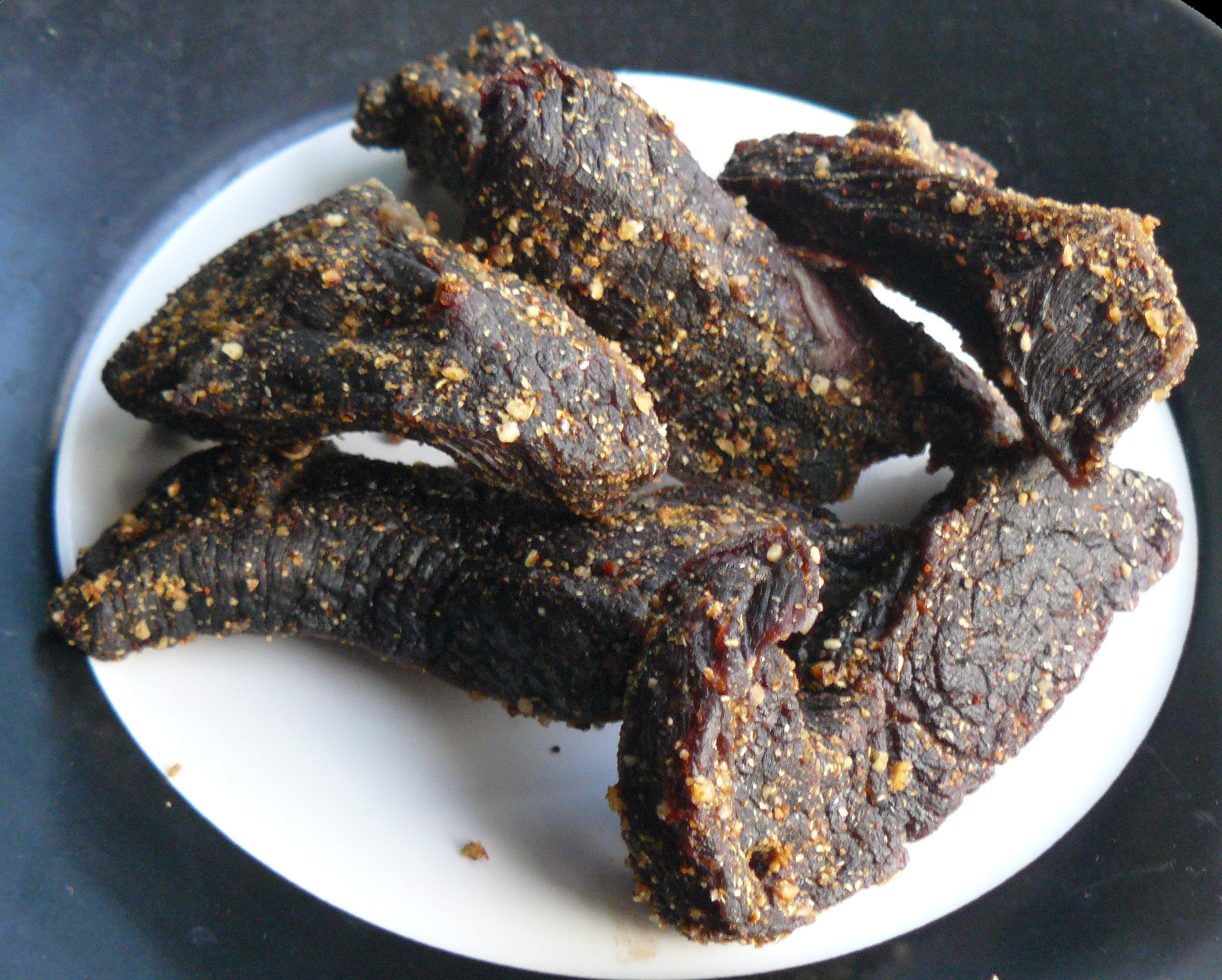

에스와티니 요리(Eswatini 料理, 스와티어: kudla eSwatini 쿠들라 에스와티니, 영어: Swazi cuisine 스와지 퀴진[*])는 남아프리카에 있는 에스와티니의 요리이다.

## 같이 보기
- 아프리카 요리